# 中泰友谊歌会
中泰歌会是由中国广西广播电影电视局和泰国民联厅、泰国国家电视台联合主办“中国-东盟友好交流”大型跨国歌会，从2008年开始举办至今，是两国文化交流的国家级重点项目。旨在展示、推广两国流行音乐的独特魅力和艺术成就，推动两国文化交流的长远发展，增进两国人民之间的情谊。

## 节目简介
从2008年开始举办至今，分别在中国广西和泰国曼谷轮流举办，由中央电视台、广西卫视、泰国国家电视台全程直播。

## 具体内容
- 第一届：2008年9月1日，中国广西壮族自治区南宁市广西电视台演播大厅[1]
- 第二届：2009年9月5日，泰国曼谷国家文化中心[2]
- 第三届：2011年3月4日，中国广西壮族自治区南宁市广西电视台演播大厅[3][4]
- 第四届：2012年7月21日，泰国曼谷民联厅礼堂[5]
- 第五届：2014年6月27日，中国广西壮族自治区南宁市广西电视台演播大厅举行，中国方面歌手有汪小敏、赵文、张倩云等，泰国方面歌手有Nat、Zani、Tachaya等[6][7]